# Roque Nublo
Roque Nublo (1813 m n.p.m.) — drugi pod względem wysokości szczyt Gran Canarii (po Pico de Las Nieves (1949 m n.p.m.)) w leżącym w centrum wyspy masywie górskim pochodzenia wulkanicznego.